# 613
613（六百十三、ろっぴゃくじゅうさん）は自然数、また整数において、 612の次で614の前の数である。

## 性質
- 613は112番目の素数である。1つ前は607、次は617。 
  - 約数の和は614。(オンライン整数列大辞典の数列 A000040)
- 負でない整数x,yを使って{\displaystyle x^{2}+xy+2y^{2}}と表せる素数である。一つ前は599,一つ後は617。(オンライン整数列大辞典の数列 A106856)
  - 13²+13×12+2×12²=613
- 53番目のピタゴラス素数((4k+1)の形で表せる素数)である。一つ前は601,一つ後は617。(オンライン整数列大辞典の数列 A002144)
- (6m+1)の形で表せる53番目の素数である。一つ前は607,一つ後は619。(オンライン整数列大辞典の数列 A002476)
- {\displaystyle p=613}のとき、{\displaystyle (p,p+4,p+6)}はすべて素数になる三つ子素数の組となる。(オンライン整数列大辞典の数列 A023200,(オンライン整数列大辞典の数列 A023021))
- {\displaystyle p=613}のとき、{\displaystyle (p-6,p,p+6)}はすべて素数になるセクシー素数の組となる。
- リュカ数のn番目をLn と表すとき、{\displaystyle n=613}のとき、Ln はリュカ素数である。[1]
- 613は18番目の中心付き四角数である。また、そのうち9番目の素数である。(オンライン整数列大辞典の数列 A001844)
- 2つの連続する整数の2乗の和である。
  - {\displaystyle 17^{2}+18^{2}=613}
- 30番目の幸運数である。
- 数字を入れ替えた163,631も素数。
- 各位の和が10になる51番目の数である。1つ前は604、次は622。

## その他 613 に関連すること
- 西暦613年
- 紀元前613年
- 映画『スキャンダル』では秘密機関はB613として知られている。
- 613のミツワー
- 613型潜水艦
- コスモス613号

### ユダヤ教との関連
- 613個の戒律 (ヘブライ語: תרי"ג מצוות)
- 613は、ユダヤ教の律法における伝統的な数であるが、実際の戒律の数は2000個を超えており、613という数字は根底にあるまだ明言されていない概念を反映しているものである。実際に、この伝統の数字に関する現存する中で最も古い言及はタルムードの『Tractate Makkot』(23bページ) に見られる。ここで、ラヴ・シムライは出典無しで掲載している。いくらかのユダヤ教の注釈書には、ミシュカン(つまり幕屋) のカーテンと戒律を同一視するものもある。それぞれのカーテンは112平方キュビットで、613は112番目の素数である。[2] カバラでは、613という数字はとても重要で、すべての完全なものは613個の部分に分割できるとみなされており、613個のパーツはすべてのセフィラとなる;トーラーの神聖な戒律のそれぞれに613の部分があり、そして人間の身体には613個のパーツがある。(これについては、ラヴ・シムライにより、上記のタルムードの一節でも述べられている)
- 19世紀以降、いくらかのユダヤ人の情報源はザクロには613個の種子があるという伝説があると主張しているが、一定の数ではないため、これは明らかに抽象的であり、実際には約1000個の種子がある。